# Glentemont Burn
Der Glentemont Burn ist ein Wasserlauf in Dumfries and Galloway, Schottland. Er entsteht östlich des Glentemont Heights und fließt in südlicher Richtung, bis er bei seinem Zusammenfluss mit dem Green Burn den Bigholms Burn bildet.